# Musée national de Gitega
Le Musée national de Gitega (en kirundi : Iratiro ry'akaranga k'Uburundi) est le musée national du Burundi. Il est situé à Gitega et a été fondé sous la domination coloniale belge en 1955. Ce musée est le plus grand des musées publics du Burundi, bien que sa collection soit exposée dans une seule pièce. En 2014, il y avait en moyenne 20 à 50 visiteurs par semaine. 
Fondé par les souverains belges du Burundi en 1955, le musée était destiné à préserver les objets de la culture populaire burundaise. La collection du musée comprend des objets ethnographiques et historiques originaires du pays, y compris des objets de la cour des monarques burundais. 
En 2015, un catalogue de la collection du musée a été publié avec le soutien de l'Ambassade d'Allemagne au Burundi intitulé Le Patrimoine Burundais : le Musée de Gitega.